# Тетерино (Ковровский район)
Тетерино — деревня в Ковровском районе Владимирской области России, входит в состав Малыгинского сельского поселения.

## География
Деревня расположена в 15 км на северо-восток от центра поселения деревни Ручей и в 20 км на север от райцентра города Ковров на автодороге 17К-1 Ковров – Шуя – Кинешма.

## История
В конце XIX — начале XX века деревня входила в состав Всегодической волости Ковровского уезда, с 1926 года — в составе Савинской волости. В 1859 году в деревне числилось 22 двора, в 1905 году — 36 дворов. 
С 1929 года деревня входила в состав Рогозинихского сельсовета Ковровского района, с 1940 года — в составе Большевысоковского сельсовета, с 1954 года — в составе Большевсегодичского сельсовета, с 2005 года — в составе Малыгинского сельского поселения.

## Население
| 1859 | 1905 | 1926 | 2002 | 2010 | 2021 |
| ---- | ---- | ---- | ---- | ---- | ---- |
| 187  | ↗280 | ↘152 | ↘1   | ↗2   | ↗21  |